# Principio Tributario de Capacidad Contributiva
La capacidad contributiva se entiende como la aptitud para ser sujeto pasivo de obligaciones tributarias y sostener a los gastos del estado. Ello implica que no se puede grabar allí donde no existe tal aptitud. Lo cual sucede, por ejemplo, cuando el contribuyente no posee bienes para sus gastos vitales o cuando se grava un hecho imponible que no revela la mencionada aptitud. 
Es un principio de derecho tributario, adoptado por un sinnúmero de países, entre los que se encuentran Argentina, España y México. Como todo principio, tiene efectos sobre la potestad de crear normas, en tanto impone límites sobre como percutir sobre el patrimonio de los contribuyentes. 
En España se encuentra explícitamente inserta en la Constitución de 1978, mientras que en la República Argentina la Corte Suprema de Justicia ha entendido que se encuentra de manera implícita en el texto de la Ley Suprema, surgiendo del principio de igualdad, de propiedad y de la forma republicana de gobierno. 
Otro efecto de este principio es que a igualdad de capacidad contributiva, debe realizarse similar tratamiento impositivo por parte del fisco. Así, García Etchegoyen señala que la  CSJN (Argentina) siempre que “hace referencia a la “igualdad en igualdad de condiciones o situaciones”, se refiere a condiciones o situaciones de capacidad contributiva; el parámetro para medir la igualdad de situaciones frente al impuesto es la capacidad contributiva” (GARCIA ETCHEGOYEN, Marcos. El principio de capacidad contributiva. Evolución dogmática y proyección en el derecho Argentino. Editorial Ábaco de Rodolfo Depalma. Buenos Aires. 1998, p 208).
Sin embargo, esta premisa de  “igualdad de trato a igualdad de capacidad contributiva” ha sido parcialmente mitigada en su efectividad, ya que la CSJN (Argentina) entiende que todo impuesto debe responder a una capacidad contributiva de suerte que se requiere, en algunos supuestos, solo un mínimo de esta para que se pueda establecer un tributo. Así, en el fallo “López López, Luís c/ Prov. Santiago del Estro”(Fallos T314, P1293), se cuestionaba un recargo en el impuesto inmobiliario establecido por la Provincia de Santiago del Estero. Este recargo era exigido solamente a aquellos inmuebles que no realizaron determinadas inversiones. La Corte estableció que “Si bien todo impuesto tiene que responder a una capacidad contributiva, la determinación de las diversas categorías de contribuyentes puede hacerse por motivos distintos de la sola medida de su capacidad económica” y que “No existe obstáculo constitucional para la aplicación de gravámenes que pueden conducir a la aplicación de alícuotas más elevadas en orden a gravar bienes inexplotados o que lo son de manera que no concuerden con los fines de desarrollo y promoción económicos, reconocidos expresamente en la Constitución como atributos de los poderes federales y provinciales (arts. 67, inc. 16, y 107 de la Constitución Nacional)”
- Datos: Q6086653